# Josep Martínez
Josep Martínez, né le 27 mai 1998 à Alzira, est un footballeur international espagnol qui évolue au poste de gardien de but à l'Inter Milan.

## Biographie

### Carrière

#### En club
Né à Alzira, Valence, Martínez rejoint La Masia, le centre de formation FC Barcelone en juillet 2015, en provenance de l'UD Alzira, le club de sa ville natale. Le 19 juillet 2017, après avoir terminé sa formation, il signe pour l'UD Las Palmas.
Martínez fait ses débuts avec l'équipe première le 28 avril 2019, lors d'une victoire 4-1 à domicile contre le CD Lugo en Segunda División, devenant par la suite un élément régulier l'équipe première.
Le 22 janvier 2020, il signe auprès du RB Leipzig, pour un transfert à l'été suivant.

#### En sélection
Plusieurs fois convoqué en selection de jeune, Martínez fait ses débuts avec l'équipe d'Espagne espoirs le 3 septembre 2020.
Il honore sa première sélection en équipe d'Espagne le 8 juin 2021 face à la Lituanie, rentrant en jeu lors de la 68e minute de cette rencontre amicale. Cette rencontre est particulière en raison de l'équipe essentiellement composée d'espoirs à cause d'un cas de Covid-19 dans l'effectif espagnol ; cette équipe remportera néanmoins la rencontre sur le score de 4 à 0,.